# Бертольд из Голле
Бертольд из Голле (нем. Berthold von Holle) — немецкий поэт XIII века. 

## Биография
Представитель рыцарского рода Гильдесхаймов, который фигурирует в качестве свидетеля в ряде документов с 1251 по 1270 год. Современник Иоганна I, герцога Брауншвейг-Люнебурга.
Один из немногих известных средневековых поэтов, писавший на нижненемецком диалекте в 1260—1270 годах эпические поэмы, из которых одна («Demantin») сохранилась вся (12000 стихов), за исключением нескольких заключительных строк. Из другой («Crane» — журавль) до нас дошла большая часть, тогда как от третьей («Darifant», Нюрнберг, 1858) сохранились лишь разрозненные отрывки.
Общая характерная черта этих поэм — историческая подкладка, хотя они ни в каком случае не могут быть признаны исторически достоверными, так как в основе всех трёх поэм лежат устные предания, а не исторические документы. Многие обороты и выражения заимствованы у Вольфрама фон Эшенбаха.
В отличие от авторов классических средневековых стихов, Бертольд писал не на средневерхненемецком, а на нижненемецком диалекте. Следовал стилю поэзии менестрелей.